# 미선로
미선로(Miseon-ro)
는 충청북도 괴산군 칠성면 태성삼거리에서 장연면 방곡삼거리 를 도로이다.

## 주요 경유지
충청북도
- 괴산군 (칠성면 . 장연면)

## 노선 경로
| 이름       | 접속 노선                 | 소재지 | 소재지 | 비고 |
| ---------- | ------------------------- | ------ | ------ | ---- |
| 태성삼거리 | 연풍로                    | 괴산군 | 칠성면 |      |
| 장풍교     |                           | 괴산군 | 칠성면 |      |
|            | 장연면                    | 괴산군 |        |      |
| 장암교     |                           | 괴산군 |        |      |
| 송덕교     |                           | 괴산군 |        |      |
| 송치재     |                           | 괴산군 |        |      |
| 오가교     |                           | 괴산군 |        |      |
| 석산교     |                           | 괴산군 |        |      |
| 뒷골5교    |                           | 괴산군 |        |      |
| 추점삼거리 | 지방도 제508호선 (안보로) | 괴산군 |        |      |
| 방곡삼거리 | 충민로                    | 괴산군 |        |      |

## 주요 건물 및 시설
- 장연119지역대 (미선로 737/오가리 452-1)
- 장연우체국 (미선로 754/오가리 508-2)
- 장연치안센터 (미선로 778/오가리 369-10)
- 농협 군자농협 장연지점 (미선로 781/오가리 363-4)